# Lith
Lith és un antic municipi de la província del Brabant del Nord, al sud dels Països Baixos. L'1 de gener del 2009 tenia 6.703 habitants repartits sobre una superfície de 55,51 km² (dels quals 4,86 km² corresponen a aigua). Limitava al nord amb West Maas en Waal, a l'oest amb Maasdriel, a l'est amb Oss i al sud amb 's-Hertogenbosch i Maasdonk
L'1 de gener de 2011 es va annexar al municipi d'Oss

## Centres de població
Het Wild, Kessel, Lith, Lithoijen, Maren, Maren-Kessel, Oijen, Teeffelen.

## Ajuntament
- Lithmaatschap 5 regidors
- Partij Algemeen Belang 4 regidors
- Dorpen & Duurzaamheid 3 regidors
- Lijst Van Dorst 1 regidor